# Junea doraete
Junea doraete är en fjärilsart som beskrevs av William Chapman Hewitson 1858. Junea doraete ingår i släktet Junea och familjen praktfjärilar. Inga underarter finns listade i Catalogue of Life.

## Bildgalleri

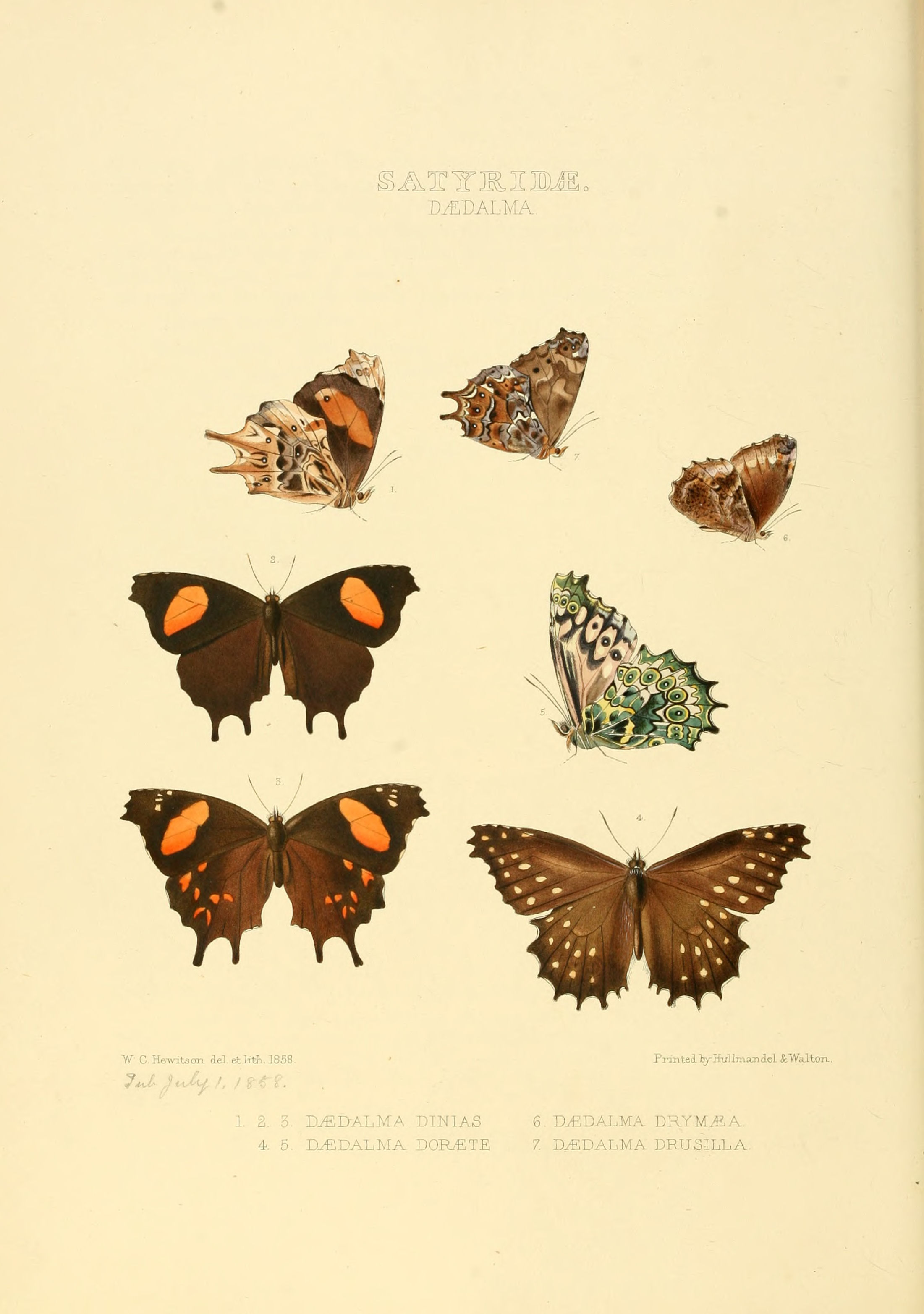